# Discover the Trees Again: The Best of Falling Up
| Críticas profissionais | Críticas profissionais |
| Avaliações da crítica  | Avaliações da crítica  |
| Fonte                  | Avaliação              |
| ---------------------- | ---------------------- |
| Jesus Freak Hideout    | link                   |

Discover the Trees Again: The Best of Falling Up é um álbum dos melhores êxitos da banda Falling Up, lançado a 22 de julho de 2008.

## Faixass
1. "Broken Heart" — 3:07
2. "Hotel Aquarium" — 2:45
3. "Moonlit" — 3:32
4. "Exit Calypsan (Into the Ice Cave)" — 4:50
5. "Escalates" — 2:48
6. "Contact" — 4:00
7. "Searchlights (Indoor Soccer)" — 3:17
8. "Good Morning Planetarium" — 3:15
9. "Bittersweet" — 3:15
10. "Islander" — 5:53
11. "Symmetry" — 3:13
12. "Flights" — 2:53
13. "Falling In Love" — 4:04
14. "Goodnight Gravity" — 3:22